# Mario Barth deckt auf!
Mario Barth deckt auf! ist eine Fernsehshow des privaten Fernsehsenders RTL. Sie wird von Hauptstadthelden TV Produktion produziert.

## Inhalt
Die Show Mario Barth deckt auf! handelt hauptsächlich von angeblicher Steuerverschwendung. Mario Barth präsentiert mit mehreren prominenten Gästen Kurzfilme, in denen gezeigt wird, an welchen Orten in Deutschland Steuergelder ausgegeben werden, die man sich nach Ansicht der Sendungsmacher sparen könnte. Gemeinsam mit Reiner Holznagel, dem Präsidenten der Lobbyorganisation Bund der Steuerzahler Deutschland, stellt Barth einen Kostenplan auf, der zeigen soll, wie viel es bringen würde, wenn man die in der Sendung genannten Kosten spart. Die Zuschauer haben per E-Mail die Möglichkeit, Steuerverschwendungen zu melden, die in kommenden Sendungen gezeigt werden könnten.
Um die Verschwendung bildlich zu veranschaulichen, wurde nach jedem Kurzfilm die jeweilige Geldmenge in Form von Geldbündeln in eine überdimensionale Toilette geworfen. In der ersten Ausgabe wurden die Scheine geschreddert. Seit Folge 13 werden die Scheine sinnbildlich aus einem Fenster geworfen. In Folge 18 wurde eine „Wall of Shame“ eingeführt, in der Bilder von verantwortlichen Leuten aufgehängt wurden. Seit Folge 23 gibt es ein „Mariometer“, das dem Spiel Hau den Lukas entspricht. Nachdem mit dem Hammer geschlagen wurde, wird ein Internetclip gezeigt, der laut Barth „genauso dumm“ wie die Steuerverschwendung sein soll.

## Produktion und Ausstrahlung
Die Episoden werden von Mario Barths Firma Hauptstadthelden TV Produktion in Berlin hergestellt und aufgezeichnet.
Die Ausstrahlung der Folgen erfolgt meist mittwochs oder donnerstags um 20:15 Uhr in unregelmäßigen Abständen.

## Kritik
„Populistisch, einseitig, falsch: Für schnelle Gags und gute Quote leistet RTL mit der fragwürdigen Sendung ‚Mario Barth deckt auf‘ den journalistischen Offenbarungseid. Das empört, auch im eigenen Haus, weil es andere Ambitionen untergräbt.“

„Diesem Investigativ-Komiker ist kein Vorurteil zu dumm, um daraus nicht doch eine Show zu machen: ‚Mario Barth deckt auf‘ heißt sie und mehr als vier Millionen schauen zu. Unfassbar.“

Mario Barth rief Spott hervor, als er aufzudecken vorgab, dass Demonstrationen in den Vereinigten Staaten vor dem Trump Tower eine Erfindung der Medien seien. Dieser Einschätzung von Mario Barth wurde entgegengehalten, dass die Demonstrationen abends stattgefunden hätten, Barth aber am Vormittag vor dem Trump Tower gewesen sei.

## Themen der Sendungen
| Ausgabe    | Datum         | Gäste | Themen (Präsentator) |
| ---------- | ------------- | --- | --- |
| 01         | 9. Okt. 2013  | Johanna Maria Knothe, Florian Schroeder, Christopher Posch, Steffen Henssler, Ingo Appelt                                              | Flughafen BER (Barth), Tierbrücke bei Waake (Knothe), Studie über Keksesser vom Bremer Staatsrat (Henssler), Hamburg (Henssler), Bahnübergang in Handeloh (Barth), Stillgelegte Biogasanlage in Mühlheim am Main (Posch), luxuriöse öffentliche Toiletten (Knothe), Kölner Philharmonie (Appelt) |
| 02         | 26. März 2014 | Dieter Nuhr, Carolin Kebekus, Christopher Posch                                                                                        | Flughafen BER (Barth), Langzeitbaustellen auf Autobahnen (Barth), |
| 03         | 7. Mai 2014   | Dieter Nuhr, Carolin Kebekus, Christopher Posch, Steffen Henssler                                                                      | Schuldentour durch Berlin (Barth), Straßenberuhigung in der Mozartstraße in Radeberg (Barth), Fahrradzähler in Ratingen, Heuproben vom Bayerischen Landwirtschaftsministerium, Müllabfuhr-Skandal in Holzminden (Nuhr), Arbeitsagentur in Fürth (Barth), Schwimmbadruine in Keitum (Posch), Top 3 der EU-Verschwendungen (Barth), Dauerhaft rote Ampel in Dresden (Barth), Größter Tiefseehafen Deutschlands (Henssler), |
| 04         | 8. Okt. 2014  | Dieter Nuhr, Christopher Posch, Joachim Llambi, Franz Obst, Julia Scharf, Mario Kotaska, Ralf Zacherl, Florian König, Ingo Appelt      | |
| 05         | 15. Okt. 2014 | | |
| 06         | 22. Okt. 2014 | | |
| 07         | 12. Nov. 2014 | Dieter Nuhr, Julia Scharf, Uwe Ochsenknecht, Panagiota Petridou, Ingo Appelt                                                           | Pressesprecher Langentepe von Lübeck (Barth), Berliner Bürgerämter (Barth), kaputter Radweg in Italien (Nuhr), Radarkontrollenschilder (Barth), Bahnhofsanierungen in Leverkusen-Schlebusch (Petridou), Bahnhof in Wuppertal (Petridou), Sanitärnotdienst-Test (Ochsenknecht), kurioser Raststättenkiosk (Barth), EU-Verordnungswahnsinn (Appelt), Braunkohle-Seen (Scharf), nicht freigegebene A26 (Barth) |
| 08         | 19. Nov. 2014 | Annett Möller, Dieter Nuhr, Thomas Sonnenburg, Johanna Klum                                                                            | Schuldentour in Berlin: Kiefern für eine Million Euro vor Hauptsitz des BND / leeres Museum / Kanzler-U-Bahn (Barth) / Rathaus Wilmsdorf / Flughafen Berlin-Tempelhof / Asbest im Internationalen Congress Centrum Berlin (Barth), Bahnhof in Penzberg (Barth), Fußballroute NRW (Nuhr), Grünes C in Bonn (Barth), sanierte Grundschulen in Stolberg, Blankenheim und Hoym, die geschlossen werden (Möller), Apotheker-Test (Klum), Überdachung eines Skateparks in Stuttgart (Barth), Top 3 der absurdesten Brücken Deutschlands (Barth), Baupfusch am Eigenheim (Sonnenburg), Neues Betonpflaster in Hannover, welches zu oft gereinigt werden muss (Barth), alte Bahnübergänge in Bochum, die nicht genutzt werden (Barth) |
| 09         | 26. Nov. 2014 | Dieter Nuhr, Ilka Eßmüller, Christopher Posch, Mario Kotaska, Ralf Zacherl, Franz Obst                                                 | gefährliche Straßen für Fußgänger in Berlin (Barth), Leben in Bochum ist Luxus (Nuhr), beleuchtete Gullydeckel (Barth), Schilderwahn (Barth), Fontänenfeld falsch geplant (Barth), marode Spielplätze in Berlin (Eßmüller), breitere Straße durch Naturschutzgebiet (Barth), Fischtreppe in Hamburg (Kotaska & Zacherl), Deutschland muss ein Fünftel der EU-Ausgaben tragen (Obst), halbfertiger Radweg am Starnberger See (Barth), verlockende Betrugsangebote (Posch) |
| 101        | 1. Apr. 2015  | Ingo Appelt, Joachim Llambi, Angela Finger-Erben, Franz Obst, Johanna Maria Knothe                                                     | Bundeswehr (Appelt), vierspurige Autobahn mit nur 3 benutzbaren Spuren (Barth), Rückbau der L 600 bei Sandhausen (Llambi), Museumsturmtreppe in Augsburg (Barth), Hochmoselbrücke (Barth), BUGA (Finger-Erben), JVA in Oberhausen (Barth), deutscher Gesetzesdschungel (Obst), Bürgerpavillon in Karlsruhe (Barth), Moderne Museen (Knothe), Stadtlogos (Barth), Regensteuer in Lübeck (Barth) |
| 11         | 20. Mai 2015  | Nina Moghaddam, Joachim Llambi, Franz Obst, Christopher Posch, Anton Hofreiter, Esther Sedlaczek                                       | ÖPP/ÖPP Deutschland (Barth), Picassoplatz in Münster (Barth), Arbeitsbeschaffungsmaßnahmen der Bundesagentur für Arbeit (Posch), bewohntes Gewerbegebiet in Burgwedel (Llambi), flexible Fußgängerzone in Würzburg (Barth), verseuchter Boden in Oker (Goslar) (Moghaddam), Schuldentour mit Touristen in Saarbrücken (Obst), Meeresfischzuchtanlage Völklingen (Barth), Flughafentour zu 5 Regionalflughäfen (Sedlaczek), steile Treppe von Burgdorf (Barth) |
| 12         | 27. Mai 2015  | Annett Möller, Ingo Appelt, Reiner Calmund, Christopher Posch, Joachim Llambi, Steve Feldmann                                          | Bahnhof Grimma mit leerem Gleis (Barth), verschobener Ausbau der B64 in Höxter wegen Schlingnattern (Llambi), gechlortes Leitungswasser in Königsdorf (Calmund), überflüssige EU-geförderte Bauten (Appelt), von Betrügern abgezockte Fördergelder für angebliche Wundpflaster-Fabrik in Luckenwalde (Posch), Schneewittchenstatue in Lohr am Main (Barth), fehlende Kita-Plätze (Möller), umgezogenes Finanzamt Lichtenberg (Barth), belegte Notrufnummer in Berlin (Barth), falsch konstruierte Fahrradständer in Bünde (Barth), teure Feuerwehrhäuser (Barth) |
| 13         | 7. Okt. 2015  | Ingo Appelt, Christopher Posch, Joachim Llambi, Dieter Nuhr, Nina Heinemann                                                            | Stuttgart 21 (Barth), G7-Gipfel auf Schloss Elmau 2015 (Appelt), Unfertiger Radweg in Kamenz (Barth), Gender-Mainstreaming (Nuhr), zu hohe Wassergebühren in Sonnewalde (Posch), Marina Teltow (Llambi), marode Spielplätze (Barth), Delfinarium im Tiergarten Nürnberg (Heinemann), Ranking „Deutschland wird schöner“ (Barth) |
| 14         | 14. Okt. 2015 | Ingo Appelt, Joachim Llambi, Laura Wontorra, Franz Obst                                                                                | Flughafensicherheit (Barth), Ölgemälde für Hans Schaidinger auf Staatskosten (Barth), Museum für zeitgenössische Kunst – Diether Kunerth (Llambi), Beethovenhalle Bonn (Appelt), Vegesack (Wontorra), Rückblick über gescheiterte Projekte (Barth), halbe Brücke in Büchen (Barth), Leerstand öffentlicher Bauten (Obst), Rheinboulevard in Köln (Barth), verplanter Kreisverkehr in Hagen (Barth) |
| 15         | 28. Okt. 2015 | Ingo Appelt, Annett Möller, Christopher Posch, Hugo Egon Balder, Esther Sedlaczek                                                      | Feuerwehrmangel in Berlin (Barth), halbe Barrierefreiheit in Stendal (Barth), Platz des europäischen Versprechens in Bochum (Appelt), zu viele Wegweiser in Langenargen (Barth), Standortwechsel der Bundeswehr (Posch), Hamburgs Vorbereitung für die Olympischen Sommerspiele 2024 (Balder), Kreisverkehr in Günzburg (Barth), neue Sportstätten in Hamm (Sedlaczek), zu lange Schulwege in Sachsen-Anhalt (Möller) |
| 16         | 18. Nov. 2015 | Nina Moghaddam, Franz Obst, Annett Möller, Maxi Gstettenbauer, Florian König, Pia Osterhaus                                            | Blitzer (Barth), Steuerverschwendung in Leer (Obst), Technische Universität München (Gstettenbauer), geschlossene Schwimmbäder (König), Bomben in Oranienburg (Möller), Auf- und Abbau von Parkautomaten in Bergheim (Barth), Sanierung des Berliner Rathauses (Barth), Umsatzsteuer bei Spenden (Moghaddam), Lärmschutz-Lücke von Pinneberg (Osterhaus), Deutschland verpeilt und verplant Ranking (Barth) |
| 17         | 30. März 2016 | Ingo Appelt, Maxi Gstettenbauer, Christopher Posch, Nina Moghaddam, Franz Obst                                                         | Geplante Obsoleszenz und Energiesparlampen (Barth), neuer Altar im Augsburger Dom (Barth), Naturschutz (Posch), Aachener App (Barth), Ranking „Deutschland wird schöner“ (Barth), Kölner Heliport (Moghaddam), Strafe für Brennholz (Barth), bisherige Errungenschaften der Sendung (Gstettenbauer), Fischtreppe in Friedersdorf (Appelt), deutscher Behördenirsinn (Obst), Kunst im Spielcasino Aachen (Barth) |
| 18         | 6. Apr. 2016  | Ingo Appelt, Nina Moghaddam, Franz Obst, Maxi Gstettenbauer, Joachim Llambi                                                            | Die Zukunft des BER Flughafens (Barth), energiesparender Plenarsaal in Kiel (Barth), Energieversorgung in Waldfischbach-Burgalben (Obst), Bushäuschen in Ratzeburg (Barth), gemietete Ampel in Krefeld (Barth), Georg Winter (Gstettenbauer), misslungene Kinderspielplätze (Barth), Goethe-Haus in New York City (Barth), Häfen an der Elbe (Llambi), Zentralklinikum Ostfriesland (Moghaddam), Berliner Amt (Appelt), Ranking „Deutschland verpeilt und verplant“ (Barth) |
| 19         | 12. Okt. 2016 | Christopher Posch, Holger Stanislawski, Christian Rach, Hannes Jaenicke, Esther Sedlaczek                                              | Wärmedämmung (Barth), Jobcenter-Maßnahmen (Posch), Subventionen im Lebensmittelbereich (Rach), Kunst am BER (Barth), Import von exotischen Tierarten (Jaenicke), gescheiterte Fußballplätze (Stanislawski), misslungene Fahrradwege (Sedlaczek) |
| 20         | 19. Okt. 2016 | Annett Möller, Peter Zwegat, Christopher Posch, Hendrik Duryn, Franz Obst, Reiner Calmund                                              | Estadio Santiago Bernabéu (Barth), Deutscher Naturschutz-Ausgleich (Duryn), Top 3 von misslungenen Gemeinde-Verschönerungen (Barth), Berlin/Bonn-Gesetz (Zwegat), aussterbende Tierheime (Posch), gemeinnützige Vereine (Möller), Vál-völgyi Kisvasút in Ungarn (Obst) |
| 21         | 23. Nov. 2016 | Ingo Appelt, Hendrik Duryn, Josef Hovenjürgen, Joachim Llambi, Nina Moghaddam, Laura Wontorra                                          | Datenmissbrauch für Weight Watchers und Audible (Barth), Top 3 von verplanten Baustellen (Barth), Kanaltunnel Rendsburg (Llambi), Kritik an Windrädern in Schleswig-Holstein (Duryn), zu großes Wörthersee Stadion und andere Sportruinen, (Wontorra), Wasserrahmenrichtlinie der Donau (Appelt), Pannen der Deutschen Bahn (Moghaddam) |
| 22         | 30. Nov. 2016 | Ingo Appelt, Maxi Gstettenbauer, Johanna Maria Knothe, Joachim Llambi, Franz Obst                                                      | |
| 23         | 29. März 2017 | Ingo Appelt, Hendrik Duryn, Franz Obst, Christopher Posch, Ulrike von der Groeben                                                      | Update zum BER (Barth), vermietete sächsische Kaserne (Duryn), Fehler von Polizeibeamten (Posch & Obst), schwachsinnige Gutachten (Appelt), Mario-Barth-Brücke (Barth), Tisch im Naturschutzgebiet der Schwäbischen Alb (von der Groeben), Ersatzbrücke für die Rheinbrücke Leverkusen (Barth) |
| 24         | 5. Apr. 2017  | | |
| 25         | 11. Okt. 2017 | Katja Burkard, Hendrik Duryn, Joachim Llambi                                                                                           | Mängel bei der Polizei (Barth), Schlechtwetterunterstand für Förster (Duryn), Top 3 der Kreisverkehr-„Künstler“ (Barth), Mittagessen für die Franz-von-Kohlbrenner-Mittelschule Traunstein wird in Würzburg statt vor Ort gekocht (Burkard), Mario Barth aktuell, Mehrkosten des XXL-Bundestags (Barth), falsch finanzierte Straßensanierung in Stade (Llambi), Maxbrücke in Schweinfurt (Barth), Errungenschaft der Sendung: Rollstuhlrampe im Solinger Hauptbahnhof (Barth) |
| 26         | 8. Nov. 2017  | Ingo Appelt, Katja Burkard, Hendrik Duryn, Joachim Llambi, Franz Obst, Christopher Posch, Ulrike von der Groeben, Jenke von Wilmsdorff | |
| 27         | 14. März 2018 | Ingo Appelt, Ilka Bessin, Katja Burkard, Guido Cantz, Hendrik Duryn, Joachim Llambi, Jürgen von der Lippe                              | |
| 28         | 21. März 2018 | Ingo Appelt, Ilka Bessin, Katja Burkard, Guido Cantz, Hendrik Duryn, Joachim Llambi, Jürgen von der Lippe                              | |
| 29         | 19. Sep. 2018 | Ilka Bessin, Hannes Jaenicke, Joachim Llambi                                                                                           | |
| 30         | 26. Sep. 2018 | Ingo Appelt, Katja Burkard, Hendrik Duryn                                                                                              | |
| 31         | 13. März 2019 | Ingo Appelt, Ilka Bessin, Hendrik Duryn, Florian König, Joachim Llambi, Ulrike von der Groeben                                         | |
| 32         | 27. März 2019 | Ingo Appelt, Hendrik Duryn, Ulrike von der Groeben                                                                                     | Verschwendungstour Berlin (Toilettenkonzept „geschlechtsneutrale Einzelkabinen“, Denkmal „Wippe der Deutschen Einheit“, Staatsoper, „Begegnungsstätten“-Module) (Barth), Sinnlos-Brücke in Radeberg und Doppelgeländer in Dresden (Duryn), Detektiv-Überwachung des Baubetriebshof im Oberbürgermeister-Auftrag in Homburg (Appelt), Gorch-Fock-II-Sanierung (von der Groeben), Haselmaus-Brücke auf Betonklötzen in Vilshofen an der Donau (Barth), altes Feuerwehrhaus zu klein für neues Feuerwehrfahrzeug in Oldendorf (Barth), von Stuttgarter Gartenbauamt zerstörte Kunststation Sanctuarium (Barth) |
| 33         | 16. Okt. 2019 | Ingo Appelt, Katja Burkard, Hendrik Duryn                                                                                              | Ökobilanz Elektroautos (Barth), Krisengebiet Bundeswehr (Eurofighter – Gorch Fock der Lüfte, Problempanzer Puma, U-31-Probleme unter Geheimhaltung) (Appelt), Lage auf dem Wohnungsmarkt – Politische Fehler (Duryn), Verschwendungstour Hessen (Überflogene Absperrzäune für Nilgänse und Grüne Saucen-Denkmal in Frankfurt, Öffentliches 210.000 €uro-WC mit Fehlfunktion in Marburg) (Burkard), Entfernung von Werbung mit Busenschnecke von Bussen in Hannover (Barth), Tauben in Fulda ziehen nicht ins Taubenhaus (Barth) |
| 34         | 23. Okt. 2019 | Britta Heidemann, Alexander Herrmann, Joachim Llambi                                                                                   | Steuervermeidung von Großkonzernen (IKEA, Starbucks, Amazon, Apple) (Barth), „Verballermann-Tour“ in Duisburg: Stillliegendes Bauprojekt The Curve: Abraum-Material statt Sand-Kies-Gemisch als Untergrund verwendet, unbesuchter Pannen-Park im Überschwemmungsgebiet auf Mercator-Insel (Llambi), Irritation statt Beruhigung durch grüne Punkte auf Straßenasphalt sowie Unfälle durch „Begegnungspoller“ in Berlin-Kreuzberg (Barth), Umsatzsteuerkarusselle (Herrmann), Nutzung von Schloss Meseberg nur acht Tage im Jahr durch Bundesregierung (Holznagel), Holztrogbrunnen durch Stahlrohre ersetzt sowie Automat mit leeren Pfand-Flaschen und ohne Strom auf Wald-Klima-Pfad Berlin (Barth), Irrsinn des Jahres: Bauer mit in Thüringen und Bayern liegender Wiese muss Grenzübertritt jeder einzelnen Kuh anmelden (Barth), Spaßbäder statt fehlender Sportbäder in Brandenburg: Blütentherme in Werder, Blu in Potsdam (Heidemann) |
| 35         | 8. Apr. 2020  | Wolfgang Bosbach, Ilka Eßmüller, Martin Klempnow, Joachim Llambi                                                                       | Flughafen BER – Eröffnungsankündigung zum 31. Oktober 2020 (Barth), Kosten neuer Schilder durch Umnummerierungen von Bundesstraßen und Autobahnen in Sachsen-Anhalt und Niedersachsen (Llambi), Umbau Parlament Niedersachsen und ständiger Zuschuss zur Kantine (Bosbach), Top 3 der sinnlosesten Aussichtsplattformen (Barth), Eigene Kettensägen vs. gestellte Sägen für Forstarbeiter in Hessen (Klempnow), Fehlgeschlagene Sanierung des Michelberggymnasiums in Geislingen an der Steige, nun Unterricht in Containern (Essmüller), Sonnenuhr in Villingen-Schwenningen (Barth) |
| 36         | 15. Apr. 2020 | Hendrik Duryn, Gregor Gysi, Hannes Jaenicke, Nina Moghaddam                                                                            | Stuttgart 21 (Barth), Das ist sooo deutsch-Kampagne des Innenministeriums (Moghaddam), Radweg Deutsche Einheit – Fahrradstation in Nassau wegen fehlender Baugenehmigung außer Betrieb (Jaenicke), Voller Bundestag mit Überhangmandatsabgeordneten (Manuel (Schüler) und Gysi), 81 cm hohe Aussichtsplattform in Naturschutzgebiet in Hessen (Barth), Kosten für Polizeieinsätze während Fußballspielen – Fehlende Beteiligung der Vereine (Duryn), 61 durch Senatsverwaltung für Umwelt, Verkehr und Klimaschutz in Berlin gefällte Bäume für Radweg ohne Radwegebau (Barth) |
| 37         | 1. Sep. 2020  | Hannes Jaenicke, Martin Klempnow, Janine Kunze, Joachim Llambi                                                                         | Autobahnbaustellen (Barth), Skywalk Bad Schandau (Barth), Geplanter Yachthafen, Geysir und weiterer Schnickschnack in Monheim (Klempnow), Kunstpfad und Kunststätte Bossard im Landkreis Harburg (Kunze), Nebentätigkeiten von Politikern (Llambi), PKW-Maut (Jaenicke), Defizitäre Regionalflughäfen (Barth) |
| 38         | 8. Sep. 2020  | Ingo Appelt, Ilka Bessin, Guido Cantz, Laura Wontorra                                                                                  | Verkehrsministerium mit Ausgabenpräferenz Bayern (Barth), „Abgefahrenste“ Radwege Deutschlands (Barth), Unbefriedigende Unterstützung für Pfleger und Gastronomen in der Coronakrise (Bessin), Schönheitsklinikprojekt des Landkreises Darmstadt-Dieburg im Schloss Heiligenberg in Jugenheim (Cantz), Überdimensionierter Bahnübergang bei Wingst (Wontorra), Schiefer Turm in Ulm (Barth), Tunnel zwischen Rathaus und Erweiterungsneubau in Erding (Appelt) |
| Special 1  | 15. Sep. 2020 | Hannes Jaenicke, Martin Klempnow, Janine Kunze, Joachim Llambi                                                                         | Die teuersten Fälle aller Zeiten (Top 5 der teuersten Steuerverschwendungen) 5. Flughafen BER 7.300.000.000 Euro (Barth) 4. Stuttgart 21 8.200.000.000 Euro (Barth) 3. Staatlich unterstützte Wärmedämmung 17.000.000.000 Euro (Barth) 2. Bundeswehr 28.600.000.000 Euro (Appelt) 1. Maßnahmen des Jobcenters 133.151.245.402 Euro (Posch) |
| Special 2  | 6. Okt. 2020  | Ingo Appelt, Nina Moghaddam, Detlef Steves                                                                                             | Das große BER-Spezial |
| Special 3  | 16. Dez. 2020 | Ingo Appelt, Ilka Bessin, Guido Cantz, Laura Wontorra                                                                                  | Die verrücktesten Fälle aller Zeiten 8. Rostige Fischtreppe in Hamburg ohne Fische, Wildkatzenbrücke ohne Leitzäune über Autobahn in Niedersachsen, Drei-Schichten-Sicherungsposten mittels TH-BÜP (Technisches Hilfsmittel für Bahnübergangsposten) für bahngleisquerende Straße mit einem Anlieger in Holtgast 7. Kreiselkunst: (3.) „Syrmel“ in Neumarkt in der Oberpfalz, (2.) „Kleines Rasenstück“ in Zerf aus spitzen Zinnrohren war zu gefährlich für Motorradfahrer, wurde zusammengepresst zum Kunstwerk „Heuballen“ „transformiert“, (3.) Kunstwerk Mae West in München bekam wegen im Winter herabfallender Eisstücke Heizung 6. Kunst am Bau: Zwei „Riesenuhren ohne Zeiger“ an der Charité Berlin, „Kabel“-Plastik auf Parkplatz an der Hochschule für Technik und Wirtschaft Berlin, gepflasterter Riesen-QR-Code in Würzburg, drei Riesenkissen in Schwerin, „Künstliche Abendsonne“ in Hannover 5. Öffentliche Toiletten: „Neues Toilettenkonzept“ in Berlin: Umrüstung zu „Geschlechtsneutralen Einzelkabinen“, Fehlleitung der Abwässer der „umweltfreundlichen Toilette“ in Marburg in die Lahn, Luxus-„Doppeltoilette mit Musikbespielung, Hochdruckreinigung, klappbaren Waschbecken und Notruf inklusive“ in Lübeck 4. Jobcenter-„Maßnehmen“ 3. Baupannen: Curt-Frenzel-Stadion in Augsburg: Zuschauer sehen Spielfeld nur teilweise, Einfahrten für Rettungsfahrzeuge am Neubau der Rettungswache Eisleben zu klein, Bau der „Wippe der Deutschen Einheit“ in Berlin beschädigt denkmalgeschützte Gewölbe 2. „Das ist sooo deutsch“-Kampagne des Bundesinnenministeriums 1. Sinnlose Aussichtsplattformen: München-Freiham, Essen, Plattform an Ruhrgebietsautobahn |
| 39         | 14. Apr. 2021 | Ingo Appelt, Ilka Bessin, Guido Cantz, Burkard Dregger                                                                                 | Bundeskanzleramt mit geplantem Ausbau zehnmal größer als Weißes Haus (Barth), Fehlplanungen bei der Arena Lüneburger Land (Cantz), Bundeswehrmusikkorps (Appelt), Kostenexplosionen bei Magdeburger City-Tunnel (Duryn), Schiffsnachbau Seute Deern in Bremerhaven, (Barth), Steuerverschwendung international: a) Emails an Bäume-Aktion in Kanada (Klempnow) b) Kunstwerk wird in Bregenz, Österreich, als Klettergerüst benutzt und landet im Kreisverkehr (Klempnow), verkehrt herum aufgestellte Wartehäuschen in Erfurt (Barth), Sanierungsbedarf in zweistelliger Milliardenhöhe an Berliner Schulen (Bessin, Dregger) |
| 40         | 21. Apr. 2021 | Hendrik Duryn, Lisa Feller, Martin Klempnow, Oliver Pocher                                                                             | Kosten- und zeitintensive rückständige Software der Polizei Hamburg (Barth), Hannover: Einziges Landes-Europaministerium, Fehlplanung beim neuen Bürgeramt, S-Bahn-Haltepunkt Springe (Oliver und Amira Pocher), Steuerverschwendung international: a) weiße Umlackierung der auch als Truppentransporter genutzten Regierungsmaschine Johnsons, b) Uniformen in „Hyperstealth Forest Green“ in Afghanistan (Klempnow), BER: Stromschläge und durch Kondenswasser der Klimatechnik abfallende Deckenplatten (Barth), titandioxidbeschichteter „Klimaparkplatz“ Weißenfels per EU-Fördergeld (Duryn), „UFO“-Sitzbänke in Lübeck-Travemünde per Regionalförderung (Barth), Messfehler in Ostfriesland: Werbeturm Schortens, Fähranleger Bensersiel–Langeoog, Fußgängerbrücke „Schiefe Tille“ in Emden (Hofer), Stuttgart: Neckar-„Mega-Welle“ für Surfer, lahmer Gelenk-Schnellbus „Gepard“ (Feller), von Landesregierung bezahlte Massagesesselstudie (Barth) |
| Special 4  | 28. Apr. 2021 | Ingo Appelt, Ilka Bessin, Guido Cantz                                                                                                  | Die peinlichsten Fälle aller Zeiten 10. Sonnenschutz an Universitätsbibliothek Freiburg, Wiederauswechslung von weniger durchsichtigem Goetheglas am Maximilianeum, Lamellenfassade am Kulturspeicher Würzburg 9. Bootshaus für Polizeiboot auf dem Ammersee (Jaenicke) 8. Wetterstation Garching (Gstettenbauer) 7. Doppelte Überdachung für Wartestellen am Bahnhof Berlin Ostkreuz, Rampe für Bahnhof Solingen (behoben), Mini-Dächer an Busbahnhöfen in Berlin 6. Feuerwehr: Straßenzufahrt am Feuerwehrhaus Kirkel, zu kleine Feuerwehrhäuser für neue Feuerwehrfahrzeuge in Reuden und Melle 5. Brücken: Klangbrücke von Übach-Palenberg, Doppelgeländer der Albertbrücke in Dresden, Brücke ohne Anschluss in Solms-Oberbiel 4. Verkehrsberuhigungs-Pflanzkästen auf Bürgersteigen in Radeberg, Senioren-Sitzgelegenheiten in Petersberg, Wegweiserflut in Langenargen, Radweg-Bahnübergang ohne Radweg in Kamenz 3. Kölner Philharmonie (Appelt) 2. Pannenhauptstadt Berlin: U 55, Pflanzung teurer ausgewachsener statt junger Bäume vor BND-Neubau, Wippen im Tilla-Durieux-Park, wieder abgebaute Verkehrsberuhigungsprojekte: Begegnungsstätten, grüne Punkte auf Straßenasphalt, Begegnungspoller (Barth) 1. Pannenautobahn A 20 (Burkard) |
| 41         | 29. Sep. 2021 | Guido Cantz, Lisa Feller, Dieter Nuhr, Christopher Posch                                                                               | |
| 42         | 3. Nov. 2021  | Ingo Appelt, Ilka Bessin, Hannes Jaenicke, Joachim Llambi                                                                              | |
| Special 5  | 24. Nov. 2021 | Ingo Appelt, Ilka Bessin, Hannes Jaenicke, Joachim Llambi                                                                              | Die unsinnigsten Fälle aller Zeiten |
| 43         | 6. Apr. 2022  | Ingo Appelt, Ilka Bessin, Franz Obst, Christopher Posch                                                                                | |
| 44         | 20. Apr. 2022 | Özcan Cosar, Nicole Jäger, Joachim Llambi, Detlef Steves                                                                               | |
| Special 6  | 27. Apr. 2022 | Ingo Appelt, Ilka Bessin, Guido Cantz, Lisa Feller                                                                                     | Achtung Baustelle |
| 45         | 25. Mai 2022  | Ingo Appelt, Ilka Bessin, Guido Cantz, Özcan Cosar, Nicole Jäger, Joachim Llambi, Christopher Posch, Detlef Steves                     | |
| 46         | 12. Okt. 2022 | Ingo Appelt, Jana Azizi, Angela Finger-Erben, Joachim Llambi                                                                           | |
| 47         | 19. Okt. 2022 | Ingo Appelt, Nicole Jäger, Detlef Steves                                                                                               | |
| 48         | 26. Okt. 2022 | Mario Basler, Ilka Bessin, Hendrik Duryn, Amira Pocher                                                                                 | |
| 49         | 2. Nov. 2022  | Guido Cantz, Lisa Feller, Steffen Henssler, Jörg Pilawa                                                                                | |
| Special 7  | 16. Nov. 2022 | Franziska van Almsick, Ilka Bessin, Bülent Ceylan, Wolfram Kons, Johannes Schröder                                                     | Alles für unsere Kinder |
| Special 8  | 23. Nov. 2022 | Guido Cantz, Lisa Feller, Steffen Henssler, Jörg Pilawa                                                                                | Bürokratie, so schlimm wie nie! |
| 50         | 17. Mai 2023  | Ilka Bessin, Andrea Kiewel, Detlef Steves                                                                                              | Flussbad Berlin (Barth), Einrichtung und Rückgängigmachung unnötiger Busspuren in Berlin (Barth), Staatshilfen für Galeria Karstadt Kaufhof (Bessin), Unzureichende Lärmschutzwand in Mechernich-Kommern (Barth), Schulauer Hafen in Wedel (Kiewel), Hallenbad Dachau (Steves), Schmink- und Friseurkosten Bundesregierung (Holznagel) |
| 51         | 24. Mai 2023  | Ingo Appelt, Hendrik Duryn, Angela Finger-Erben                                                                                        | Bio-Ei verliert Bio-Status in nicht Bio-zertifiziertem Betrieb (Barth), Autobahn GmbH (Appelt), Wildkatzenbrücke bei Waake (Barth), Fischotter-Areal im Multimar Wattforum Tönning (Duryn), Leihverfahren für Ausleih-Klappstühle zum Sitzen im Park Ville d'Eu Haan (Finger-Erben), Fahrradtresen Berlin (Barth), Stromlose Laternen im Volkspark Altona, Hamburg (Barth) |
| 52         | 7. Juni 2023  | Ilka Bessin, Guido Cantz, Özcan Cosar, Mike Krüger                                                                                     | Straßenausbauabgabe in Rheinberg (Barth), Parkscheine für Sexarbeiterinnen in Bonn (Barth), Luftsteuer (Nürnberg) (Barth), Steuerliche Einstufung von Leichenwagen als Luxus- statt Nutzfahrzeuge in Griechenland (Barth), Kommunikationsboje „Callisto“ der Bundeswehr (Krüger), Palantir-Software in NRW (Cosar), Energiewechsel-Kampagne der Bundesregierung (Holznagel) und deren Kampagne „Wir entlasten Deutschland“ (Barth), Maßnahmengesetzvorbereitungsgesetz am Beispiel der Elektrifizierung der Bahnstrecke München – Mühldorf – Freilassing (Bessin), Bauprojekte in Köln wie Sanierung Römisch-Germanisches Museum, Fenster für das Museum für angewandte Kunst (Cantz), Steuerverschwendung international: a) Tintenfischskulptur in Noto, Japan b) Opernballbesuch der österreichischen Minister Martin Kocher und Magnus Brunner mit Staatsgästen c) Untersuchung von Studenten der University of Georgia zum Fingerschnipsen im Eisenhandschuh (Szene des Films Avengers: Infinity War) |
| Special 9  | 13. Sep. 2023 | Ilka Bessin, Guido Cantz, Özcan Cosar, Mike Krüger                                                                                     | Deutsche Meisterschaft der Steuergeldverschwendung 10. Detektiv-Überwachung des Baubetriebshof im Oberbürgermeister-Auftrag in Homburg (Appelt – aus Folge 32) 9. Bremen-Vegesack: „Band“ blauer Bodenleuchten als Einkaufswegweiser, Gläserne Markthalle, Fußgängertunnel zwischen Stadthaus und Tiefgarage (Wontarra – aus Folge 14) 8. Augsburger-Steuerverschwendungs-Kiste: Bahnhofssanierung, Staatstheater – Umbau: Großes Haus und Neubau (Feller) 7. Leipzig: Neubau der Sächsischen Aufbaubank, Stolpersteine – Verlegung und postwendende Wiederentfernung (Duryn) 6. Stuttgart: Machbarkeitsstudie für Neckarwelle trotz Schwimmverbot, langsamer Schnellbus „Gepard“ (Feller – aus Folge 40) 5. Magdeburg: Tunnel- statt Brückenbau in der Ernst-Reuter-Allee (Duryn – aus Folge 39) 4. Hannover: Einziges Landes-Europaministerium, Fehlplanung beim neuen Bürgeramt (Oliver und Amira Pocher – aus Folge 40) 3. Schönheitsklinikprojekt des Landkreises Darmstadt-Dieburg im Schloss Heiligenberg in Jugenheim (Cantz – aus Folge 38) 2. Aussichtsplattformen in NRW: „Ausblick“, „Felderblick“, „Hangkante Stommeln“, „Escher See“ (Nuhr) 1. Sanierungsbedarf an Berliner Schulen – Beispiel Peter-Pan-Grundschule (Barth) |
| 53         | 29. Nov. 2023 | Andrea Kiewel, Joachim Llambi, Oliver Pocher                                                                                           | |
| Special 10 | 6. Dez. 2023  | Ilka Bessin, Mareile Höppner, Martin Klempnow, Christopher Posch, Michael Thiel                                                        | Alles für unsere Kinder |
| 54         | 13. Dez. 2023 | Özcan Cosar, Angela Finger-Erben, Mike Krüger, Laura Wontorra                                                                          | |
| Special 11 | 3. Apr. 2024  | Özcan Cosar, Angela Finger-Erben, Mike Krüger, Laura Wontorra                                                                          | Notfall Deutschland |
| 55         | 10. Apr. 2024 | Guido Cantz, Detlef Steves, Sophia Thomalla                                                                                            | |
| 56         | 17. Apr. 2024 | Ingo Appelt, Ilka Bessin, Andrea Kiewel, Mike Krüger                                                                                   | |
| 57         | 24. Apr. 2024 | Guido Cantz, Özcan Cosar, Angela Finger-Erben, Joachim Llambi                                                                          | |
| Special 12 | 8. Mai 2024   | Ingo Appelt, Hendrik Duryn, Martin Klempnow, Joachim Llambi, Christopher Posch                                                         | Die wildesten Fälle aller Zeiten |
| Special 13 | 15. Jan. 2025 | Angela Finger-Erben, Joachim Llambi, Christopher Posch                                                                                 | Was kostet die Welt? Wir haben doch Fördergeld! |
| Special 14 | 22. Jan. 2025 | Guido Cantz, Laura Karasek, Martin Klempnow, Joachim Llambi                                                                            | Die dümmsten Fehler aller Zeiten |
| 58         | 20. Feb. 2025 | Guido Cantz, Laura Karasek, Martin Klempnow, Nelson Müller                                                                             | |
| 59         | 27. Feb. 2025 | Ilka Bessin, Detlef Steves, Jürgen Vogel                                                                                               | |
| 60         | 27. März 2025 | Angela Finger-Erben, Joachim Llambi, Christopher Posch                                                                                 | |
| 61         | 12. Juni 2025 | Ingo Appelt, Ilka Bessin, Mirja Regensburg, Laura Wontorra                                                                             | |
| Special 15 | 28. Aug. 2025 | Özcan Cosar, Laura Karasek, Martin Klempnow, Christopher Posch                                                                         | Deutschland steht still |

1 In der zehnten Folge erklärte Barth, dass es eine längere Sendepause gab, da viel recherchiert wurde. Des Weiteren habe er mittlerweile Hausverbot beim BER und dürfe sich vor der Eröffnung diesem nicht mehr nähern.

## Auszeichnungen
- 2014: Deutschen Comedypreis in der Kategorie Beste Comedyshow[10]
- 2015: Bayerischer Fernsehpreis[11]